# 布拉格和約 (1635年)
布拉格和約（德語：Prager Frieden）於1635年5月30日簽署，它結束了薩克森在三十年戰爭中的參與。其他德國親王隨後加入了該條約，儘管三十年戰爭仍在繼續，但普遍認為它作為神聖羅馬帝國內部的宗教戰爭已被《布拉格和約》終止，這標誌著帝國政府的勝利。然而境外勢力如法國對此結果並不滿意，此後衝突不斷由外國勢力推動，包括西班牙、瑞典和法國。
一些學者認為該條約僅僅是朝著1648年威斯特伐利亞和約邁出的一步，而另一些學者則認為它本身就是一個重要的條約，標誌著兩個歷史時代之間的界限。歐洲歷史學家通常比他們的非歐洲同行更關注布拉格和約，而後者更關注威斯特伐利亞和約。